# Florencio Dávila San Román
Florencio Dávila San Román fue un político argentino de la Unión Cívica Radical. Se desempeñó como diputado nacional por la provincia de La Rioja y como gobernador de la misma de 1923 a 1925, excepto durante una breve revolución local en marzo de 1924.

## Biografía
Nació en Nonogasta y era hermano del también gobernador riojano Guillermo Dávila San Román. Fue fundador de una bodega de vinos en Nonogasta.
Fue diputado a la Legislatura de la Provincia de La Rioja entre 1908 y 1910 por el entonces departamento General Roca, y de 1914 a 1916, y por segunda vez, de 1921 a 1922 por el departamento Chilecito.
En las elecciones legislativas de 1922, fue elegido diputado nacional por provincia de La Rioja en la lista de la Unión Cívica Radical (UCR). Tenía mandato hasta 1926, pero renunció en marzo de 1923.
En las elecciones provinciales de 1923, fue el único candidato a gobernador (por la abstención de las demás dos fórmulas radicales y la conservadora), acompañado de Benjamín de la Vega como candidato a vicegobernador. Auspiciados por el titular saliente del cargo, Benjamín Rincón, la fórmula resultó electa.
Con el radicalismo riojano dividido en tres sectores («rinconistas» —adherentes a Hipólito Yrigoyen y a Rincón—, «principistas» —antipersonalistas— y «verdaderos» —antiyrigoyenistas—), el sector disidente «principista» realizó una revolución armada derrocando a Dávila San Román y José López González tomó el poder como gobernador de facto. La revuelta duró solo un día y el jefe del regimiento de infantería 15 del Ejército Argentino (con asiento en la ciudad de La Rioja y donde se había refugiado San Román), general Ricardo Solá, depuso a los rebeldes, quedó a cargo de la gobernación como interventor federal y a las pocas semanas repuso a Dávila San Román en su puesto.
De todas formas, Dávila San Román no terminó su mandato, ya que la provincia fue nuevamente intervenida en 1925 (asumiendo Manuel Mora y Araujo), cediendo el ministro del Interior de la Nación Vicente Gallo a las demandas de los «principistas».
Entre 1940 y 1943, regresó a la legislatura provincial por el departamento Chilecito.
Fue titular y columnista del periódico La Montaña.